# الأشجار تموت واقفة (فلم)
الأشجار تموت واقفة فيلم  مصري لعام 1980 للمخرج أحمد يحيى، سيناريو وحوار مصطفى محرم. الفيلم من بطولة أحمد زكي، ومديحة كامل، وفاروق الفشاوي، ومحمود المليجي، ومجدي وهبة، وسعيد صالح.
صدر الفيلم إلى دور العرض المصرية في 1980.
منح موقع قاعدة بيانات الأفلام العربية «السينما.كوم» الفيلم درجة 5.7/ 10.

## طاقم التمثيل
مديحة كامل – أحمد زكي – فاروق الفيشاوي – محمود المليجي – مجدي وهبة – سعيد صالح – مديحة سالم – نوال أبو الفتوح – زوزو نبيل – عصمت رأفت – فؤاد عطية – سهام فتحي – فؤاد خليل – عواطف تكلا – سمير حجاج – مصطفى متولي – سعاد عبد الله.
كان هذا الفيلم هو آخر أفلام الفنانة مديحة سالم.
كان عام 1980 هو بداية تألق الفنان أحمد زكي حسب موقع أنوير حيث كتب: "تعد بداية الثمانينيات هي سنوات التألق للفنان أحمد زكي، حيث شارك فيها بالعديد من الأعمال السينمائية، ففي عام 1980م قدم للسينما فيلم “الباطنية”، للمخرج حسام الدين مصطفى، وفيلم “الأشجار تموت واقفة”، للمخرج أحمد يحيى”.

## طاقم العمل
الإخراج: أحمد يحيى (مخرج) – شريف يحيى (مساعد مخرج أول) – علي إدريس (مساعد مخرج).
التصوير: وحيد فريد (مدير التصوير) – سمير فرج (مدير تصوير).
مونتاج: صلاح خليل (مركب الفيلم) – صلاح عبد الرازق (مونتير).
التأليف: مصطفى محرم (سيناريو وحوار).

## وصلات خارجية
https://elcinema.com/work/1874590 الأشجار تموت واقفة (فيلم)
https://karohat.com/Title/5a6bfbcd-a750-46aa-934d-a807923ea9cb الأشجار تموت واقفة (فيلم)
http://dotnet.ertu.org/famous_ch.aspx?i=674 الأشجار تموت واقفة (فيلم)